# Лунаматрона
Лунаматрона (итал. Lunamatrona) — коммуна в Италии, располагается в регионе Сардиния, подчиняется административному центру Южная Сардиния.
Население составляет 1 669  человек (30-06-2019), плотность населения составляет 81,06 чел./км². Занимает площадь 20,57 км². Почтовый индекс — 9022. Телефонный код — 070.
Покровителем коммуны почитается святой Иоанн Креститель. Праздник ежегодно празднуется 24 июня.